# Giovanni Ferrari
Giovanni Ferrari (Alessandria, Piamonte, 6 de diciembre de 1907-Milán, 2 de diciembre de 1982) fue un futbolista y director técnico italiano. Se desempeñaba en la posición de delantero.

## Selección nacional
Fue internacional con la selección de fútbol de Italia en 44 ocasiones y anotó 14 goles. Debutó el 9 de febrero de 1930, en un encuentro amistoso ante la selección de Suiza que finalizó con marcador de 4-2 a favor de los italianos.

### Participaciones en Copas del Mundo
| Mundial                        | Sede    | Resultado |
| ------------------------------ | ------- | --------- |
| Copa Mundial de Fútbol de 1934 | Italia  | Campeón   |
| Copa Mundial de Fútbol de 1938 | Francia | Campeón   |

## Clubes

### Como futbolista
| Club                  | País   | Año         |
| --------------------- | ------ | ----------- |
| Alessandria Calcio    | Italia | 1923 - 1925 |
| Internazionale-Naples | Italia | 1925 - 1926 |
| Alessandria Calcio    | Italia | 1926 - 1930 |
| Juventus F. C.        | Italia | 1930 - 1935 |
| Ambrosiana-Inter      | Italia | 1935 - 1940 |
| Bologna F. C.         | Italia | 1940 - 1941 |
| Juventus F. C.        | Italia | 1941 - 1942 |

### Como entrenador
| Equipo              | País   | Año         |
| ------------------- | ------ | ----------- |
| Juventus F. C.      | Italia | 1941 - 1942 |
| Ambrosiana-Inter    | Italia | 1942 - 1943 |
| A. C. Pavia         | Italia | 1944 - 1945 |
| Brescia Calcio      | Italia | 1945 - 1946 |
| Cantonal Neuchâtel  | Suiza  | 1947 - 1948 |
| A. C. Prato         | Italia | 1948 - 1950 |
| Calcio Padova       | Italia | 1950 - 1951 |
| Selección de Italia | Italia | 1958 - 1959 |
| Selección de Italia | Italia | 1960 - 1962 |

## Palmarés

### Como futbolista

#### Campeonatos nacionales
| Título      | Club             | País   | Año     |
| ----------- | ---------------- | ------ | ------- |
| Serie A     | Juventus F. C.   | Italia | 1930-31 |
| Serie A     | Juventus F. C.   | Italia | 1931-32 |
| Serie A     | Juventus F. C.   | Italia | 1932-33 |
| Serie A     | Juventus F. C.   | Italia | 1933-34 |
| Serie A     | Juventus F. C.   | Italia | 1934-35 |
| Serie A     | Ambrosiana-Inter | Italia | 1937-38 |
| Serie A     | Ambrosiana-Inter | Italia | 1939-40 |
| Serie A     | Bologna F. C.    | Italia | 1940-41 |
| Copa Italia | Juventus F. C.   | Italia | 1941-42 |

#### Copas internacionales
| Título                 | Equipo              | País   | Año     |
| ---------------------- | ------------------- | ------ | ------- |
| Copa Dr. Gerö          | Selección de Italia | Italia | 1933-35 |
| Copa Mundial de Fútbol | Selección de Italia | Italia | 1934    |
| Copa Mundial de Fútbol | Selección de Italia | Italia | 1938    |

### Como entrenador

#### Campeonatos nacionales
| Título  | Club        | País   | Año     |
| ------- | ----------- | ------ | ------- |
| Serie C | A. C. Prato | Italia | 1948-49 |